# Aggius
Aggius település Olaszországban, Szardínia régióban, Olbia-Tempio megyében. Lakosainak száma 1403 fő (2023. január 1.). Aggius Aglientu, Bortigiadas, Tempio Pausania, Trinità d’Agultu e Vignola és Viddalba községekkel határos.

## Népesség
A település népességének változása:
| Lakosok száma | 1503 | 1482 | 1403 |
|               | 2017 | 2018 | 2023 |